# Vernonia guadalupensis
Vernonia guadalupensis là một loài thực vật có hoa trong họ Cúc. Loài này được A.Heller miêu tả khoa học đầu tiên.